# Problemi di Hilbert
I problemi di Hilbert costituiscono una lista di 23 problemi matematici stilata da David Hilbert e presentata l'8 agosto 1900 nella sua conferenza del Congresso internazionale dei matematici svolta a Parigi.
Tutti i problemi allora presentati erano ancora irrisolti e molti di essi hanno avuto un notevole impatto sulla matematica del XX secolo. A questa conferenza, in realtà, Hilbert presentò 10 dei problemi nella lista definitiva (1, 2, 6, 7, 8, 13, 16, 19, 21, e 22), mentre l'elenco completo fu pubblicato in seguito.
Ispirata all'iniziativa di Hilbert è la proposta di fine XX secolo dell'Istituto matematico Clay di una lista dei cosiddetti 7 problemi per il millennio. L'ipotesi di Riemann è l'unico problema presente in entrambe le liste.

## Descrizione
Nella formulazione classica dei problemi data da David Hilbert, i problemi 3, 7, 10, 11, 14, 17, 18, 19 e 20 hanno una dimostrazione accettata con universale consenso.
I problemi 1, 2, 5, 9, 13, 15, 21, 22, hanno una soluzione non accettata da tutti i matematici o hanno una soluzione che non tutti ritengono che risolva il problema (per esempio il problema 1).
I problemi 8 (ipotesi di Riemann) e 12 sono irrisolti.
I problemi 4, 6, 16, 23 sono troppo vaghi per avere una soluzione. Anche il "ventiquattresimo problema" poi non presentato da Hilbert cadrebbe in quest'ultima categoria.

## Elenco dei 23 problemi
I 23 problemi di Hilbert sono:
| Problema    | Breve descrizione | Stato attuale del problema         |
| Problema 1  | L'ipotesi del continuo, cioè determinare se esistono insiemi la cui cardinalità è compresa tra quella dei numeri interi e quella dei numeri reali.    | Risoluzione parzialmente accettata |
| Problema 2  | Si può dimostrare che l'insieme degli assiomi dell'aritmetica è coerente?                                                                             | Risoluzione parzialmente accettata |
| Problema 3  | Dati due poliedri dello stesso volume, è possibile tagliare entrambi nello stesso insieme di poliedri più piccoli?                                    | Risolto                            |
| Problema 4  | Costruire tutte le metriche in cui le rette sono geodetiche.                                                                                          | Troppo vago                        |
| Problema 5  | Tutti i gruppi continui sono automaticamente gruppi differenziali?                                                                                    | Risoluzione parzialmente accettata |
| Problema 6  | Assiomatizzare tutta la fisica. | Troppo vago                        |
| Problema 7  | Dati a ≠ 0,1 algebrico e b irrazionale algebrico, il numero ab è sempre trascendente?                                                                 | Risolto                            |
| Problema 8  | Dimostrare l'ipotesi di Riemann. | Aperto                             |
| Problema 9  | Generalizzare la legge di reciprocità in un qualunque campo numerico algebrico.                                                                       | Risoluzione parzialmente accettata |
| Problema 10 | Trovare un algoritmo che determini se una data equazione diofantea in n incognite abbia soluzione.                                                    | Dimostrato irresolubile            |
| Problema 11 | Classificare le forme quadratiche nel caso di coefficienti in un campo di numeri algebrico.                                                           | Risolto                            |
| Problema 12 | Estendere il Teorema di Kronecker-Weber sulle estensioni abeliane dei numeri razionali a estensioni abeliane di campi numerici arbitrari.             | Aperto                             |
| Problema 13 | Risolvere l'equazione generale di settimo grado utilizzando funzioni con due soli argomenti.                                                          | Risolto parzialmente               |
| Problema 14 | Determinare se l'anello degli invarianti di un gruppo algebrico che agisce su un anello di polinomi è sempre finitamente generato.                    | Risolto                            |
| Problema 15 | Fondazione rigorosa del calcolo enumerativo di Schubert.                                                                                              | Risoluzione parzialmente accettata |
| Problema 16 | Descrivere le posizioni relative degli ovali originati da una curva algebrica reale e come cicli limite di un campo vettoriale polinomiale sul piano. | Troppo vago                        |
| Problema 17 | Determinare se le funzioni razionali non negative possono essere espresse come quozienti di somme di quadrati.                                        | Risolto                            |
| Problema 18 | Esiste una tassellazione dello spazio anisoedrale? Qual è il più denso impacchettamento di sfere?                                                     | Risolto                            |
| Problema 19 | Le soluzioni dei problemi variazionali regolari sono sempre analitiche?                                                                               | Risolto                            |
| Problema 20 | Tutti i problemi variazionali con determinate condizioni al contorno hanno soluzione?                                                                 | Risolto                            |
| Problema 21 | Dimostrazione dell'esistenza di equazioni differenziali lineari aventi un prescritto gruppo di monodromia.                                            | Risoluzione parzialmente accettata |
| Problema 22 | Uniformizzazione delle relazioni analitiche per mezzo di funzioni automorfe.                                                                          | Risoluzione parzialmente accettata |
| Problema 23 | Sviluppare ulteriormente il calcolo delle variazioni.                                                                                                 | Troppo vago                        |

## Problema 1
L'ipotesi del continuo afferma che non esiste nessun insieme infinito la cui cardinalità sia compresa strettamente tra quella dell'insieme dei numeri interi e quella dell'insieme dei numeri reali. Kurt Gödel e Paul Cohen hanno dimostrato che l'ipotesi non può essere né dimostrata, né confutata, dagli assiomi ZFC. Non esiste un consenso tra matematici se ciò risolva o meno il problema.
L'insieme dei numeri reali può essere dotato della struttura di insieme ben ordinato? Questa domanda è parzialmente irrisolta, in quanto è correlata all'assioma della scelta di Zermelo-Fraenkel (o all'equivalente lemma di Zorn); nel 1963 si dimostrò che l'assioma della scelta è indipendente da tutti gli altri assiomi nella teoria degli insiemi, cosicché non è possibile basarci su quest'ultimo per risolvere il problema del buon ordinamento dell'insieme dei numeri reali.

## Problema 2
La risposta al problema 2 è no, e non solo per l'aritmetica. Il teorema di incompletezza di Gödel stabilisce infatti che la coerenza di un sistema formale abbastanza potente da generare l'aritmetica non può essere dimostrata all'interno del sistema stesso.

## Problema 3
Dati due poliedri dello stesso volume, è possibile tagliare entrambi nello stesso insieme di poliedri più piccoli?
Max Dehn ha dimostrato nel 1902, mediante lo sviluppo della teoria degli invarianti di Dehn, che questo non è possibile in generale; analogo risultato è stato raggiunto indipendentemente da W. F. Kagon nel 1903.

## Problema 4
Una formulazione equivalente è la seguente: trovare tutte le geometrie (più precisamente le metriche di queste) in cui la distanza più breve tra due punti sia costituita da una linea retta. L'originale problema di Hilbert è ritenuto troppo vago per ammettere una risposta definitiva. Tuttavia dall'originale è possibile derivare la formulazione del seguente problema: trovare tutte le geometrie tali che, rispetto alla geometria euclidea, devono mantenere gli assiomi di incidenza e di ordine, devono mantenere (anche se in forma debole) quello di congruenza e devono omettere l'equivalente del postulato delle parallele. Questo problema è stato risolto da Georg Hamel.

## Problema 5
Una formulazione equivalente è: possiamo evitare il requisito di differenziabilità per le funzioni che definiscono un gruppo continuo di trasformazioni? La risposta positiva è stata trovata da John von Neumann nel 1930 per i gruppi bicompatti (con ampliamento nel 1952 ai gruppi localmente compatti da parte di Andrew M. Gleason); risolto in seguito anche per quelli abeliani, e con ampliamenti di Montgomery, Zipin e Yamabe nel 1952 e 1953.

## Problema 6
Data la portata così generale, questo problema è rimasto tuttora irrisolto. Una parziale assiomatizzazione riguarda i postulati della meccanica quantistica, che sarebbero "completati" da una teoria della gravitazione quantistica.

## Problema 7
Il settimo problema è stato risolto nel 1934 da Aleksandr Gel'fond con il teorema di Gel'fond.

## Problema 8
L'ipotesi di Riemann non è stata finora né confutata né provata.

## Problema 9
Il problema venne risolto da Emil Artin nel 1927, con il teorema di reciprocità di Artin.

## Problema 10
La risposta negativa (ossia l'impossibilità di trovare una soluzione generale) si deve ai lavori di Julia Robinson, Hilary Putnam e Martin Davis, e infine al Teorema di Matiyasevich, 1970.

## Problema 11
Il problema tratta la risoluzione delle forme quadratiche per coefficienti numerici algebrici. Si rappresenta quindi uno specifico numero tramite la sostituzione di numeri naturali.

## Problema 12
Questa estensione è stata realizzata mediante l'utilizzo delle funzioni olomorfe in più variabili, che hanno proprietà simili alla funzione esponenziale e alle funzioni modulari ellittiche.

## Problema 13
Il tredicesimo problema di Hilbert chiede se le equazioni di settimo grado possano essere risolte usando una composizione di addizione, sottrazione, moltiplicazione e divisione, oltre a un numero finito di funzioni algebriche di al più due variabili. 
Inizialmente la comunità matematica pensò che il problema fosse stato risolto completamente dai matematici russi Vladimir Igorevič Arnol'd e Andrey Nikolaevich Kolmogorov nel 1957. Tuttavia, Kolmogorov e Arnold avevano risolto solo una variante del problema. La loro soluzione coinvolse quelle che i matematici chiamano funzioni continue, che sono funzioni senza discontinuità. Includono operazioni familiari come funzioni seno, coseno ed esponenziale, oltre a funzioni più esotiche. Ma i ricercatori non sono d’accordo sul fatto che Hilbert fosse interessato a questo tipo di approccio. Molti matematici credono che Hilbert intendesse funzioni algebriche, non funzioni continue.
Quindi il problema, ad oggi, risulta solo parzialmente risolto.

## Problema 14
Il problema si propone di scoprire se certe algebre possono essere considerate finitamente generate.
Sia {\displaystyle k} un campo e {\displaystyle K} un sottocampo del campo delle funzioni razionali in {\displaystyle n} variabili su {\displaystyle k,} ossia un sottocampo di {\displaystyle k(x_{1},\ldots ,x_{n}).} Il problema chiede se ogni {\displaystyle k}-algebra associativa
{\displaystyle R:=K\cap k[x_{1},\dots ,x_{n}],}
sia finitamente generata su {\displaystyle k.}

## Problema 15
L'idea è di cercare di porre una definizione rigorosa al problema di calcolo enumerativo di Schubert, definito come una branca di teoria delle intersezioni nel XIX secolo. Il problema consiste letteralmente in: "Stabilire rigorosamente e con una determinazione esatta dei limiti della loro validità quei numeri geometrici che Schubert in particolare ha determinato sulla base del cosiddetto principio di posizione speciale, o conservazione del numero, per mezzo del calcolo enumerativo da lui sviluppato. Sebbene l'algebra di oggi garantisca, in linea di principio, la possibilità di eseguire i processi di eliminazione, tuttavia per la dimostrazione dei teoremi della geometria enumerativa è richiesto decisamente di più, vale a dire, l'effettiva esecuzione del processo di eliminazione nel caso di equazioni di forma speciale in modo tale che il grado delle equazioni finali e la molteplicità delle loro soluzioni possano essere previsti."

## Problema 16
Problema insoluto, anche per le curve algebriche di grado 8.

## Problema 17
Problema risolto grazie ad Emil Artin nel 1927. Inoltre, è stato stabilito un limite massimo per il numero di termini quadrati necessari.

## Problema 18
Nel 1928 Karl Reinhardt trovò un poliedro anisoedrale, ovvero in grado di tassellare lo spazio ma che non è la regione fondamentale di alcuna azione del gruppo delle simmetrie sullo spazio tassellato.
Hilbert formulò la domanda riferendosi allo spazio euclideo tridimensionale in quanto riteneva probabile non esistere una tale tassellatura per il piano, mentre in realtà fu trovata nel 1935 da Heinrich Heesch.
La dimostrazione della congettura di Keplero è stata effettuata da Thomas Hales nel 1998. Sebbene già dopo la prima revisione la dimostrazione venne considerata corretta "al 99%", la dimostrazione formale è stata terminata e verificata soltanto nel 2014.

## Problema 19
Risolto indipendentemente da John Nash e Ennio De Giorgi nel 1957.

## Problema 20
Un tema di ricerca significativo per tutto il XX secolo, culminato nelle soluzioni per i casi non lineari.

## Problema 21
Risultato: Sì/No/Aperto a seconda delle formulazioni più precise del problema.

## Problema 22
Problema parzialmente risolto dal teorema di uniformizzazione di Riemann.

## Problema 23
Il problema è formulato in modo troppo vago per poter stabilire se si possa considerare risolto o meno.

## Problema 24
Mentre Hilbert preparava la lista dei problemi, ne stilò anche un altro che poi non fu incluso, riguardante criteri di semplicità e metodo generale. La scoperta dell'esistenza del problema 24 si deve a Rüdiger Thiele.